# Suprafacial und Antarafacial

Schema eines suprafacialen und antarafacialen Reaktionsweges

Suprafacial und antarafacial sind Begriffe, die in der Organischen Chemie zur topologischen Beschreibung chemischer Reaktionen benutzt werden. Sie beschreiben die Topologie der an der Bindungsbildung beteiligten Orbitale, an oder um ein Reaktionszentrum. Hierbei können sowohl σ- als auch π-Orbitale sowie konjugierte π-Systeme gemeint sein.
Als suprafacial bezeichnet man, wenn es
- auf dem gleichen Orbitallappen eines p-Orbitals
- auf derselben Seite eines konjugierten π-Systems
- auf demselben Molekülorbital einer C-C- bzw. C-H-σ-Bindung

zu einer neuen Bindungsbildung oder zu einer Veränderung der Bindung kommt.
Antarafacial beschreibt den gegenteiligen Fall, wenn es also: 
- auf beiden Orbitallappen eines p-Orbitals
- auf der gegenüberliegenden Seite eines konjugierten π-Systems
- auf beiden Molekülorbitalen einer C-C- bzw. C-H-σ-Bindung

zu einer neuen Bindungsbildung oder zu einer Veränderung der Bindung kommt.
Zu den klassischen suprafacial verlaufenden Reaktionen gehören sowohl einige Cycloadditionen (wie zum Beispiel die Diels-Alder-Reaktion), als auch eine Reihe sigmatroper Umlagerungen.
Zu den klassischen antarafacial verlaufenden Reaktionen gehören hauptsächlich sigmatrope Umlagerungen.
Ob eine Reaktion supra- oder antarafacial verläuft, ist abhängig von den Orbitalsymmetrien.
Das Konzept wird beispielsweise bei den Woodward-Hoffmann-Regeln benutzt.

## Quelle
- Eintrag zu Antarafacial, suprafacial. In: IUPAC (Hrsg.): Compendium of Chemical Terminology. The “Gold Book”. doi:10.1351/goldbook.A00377 – Version: 2.3.1.